# 罕达盖苏木
罕达盖苏木，是中华人民共和国内蒙古自治区呼伦贝尔市新巴尔虎左旗下辖的一个乡镇级行政单位。与蒙古国东方省哈拉哈河苏木接壤。

## 行政区划
罕达盖苏木下辖以下地区：
查干诺尔嘎查、诺门罕布日德嘎查、罕达盖嘎查和巴音布日德嘎查。
见诺门罕。